# Порядковая статистика
Поря́дковые стати́стики в математической статистике — это упорядоченная по неубыванию выборка одинаково распределённых независимых случайных величин и её элементы, занимающие строго определенное место в ранжированной совокупности.

## Определение
Пусть {\displaystyle X_{1},\ldots ,X_{n}} — конечная выборка из распределения {\displaystyle \mathbb {P} ^{X}}, определённая на некотором вероятностном пространстве {\displaystyle (\Omega ,{\mathcal {F}},\mathbb {P} )}. Пусть {\displaystyle \omega \in \Omega } и {\displaystyle x_{i}=X_{i}(\omega ),\;i=1,\ldots ,n}. Перенумеруем последовательность {\displaystyle \{x_{i}\}_{i=1}^{n}} в порядке неубывания, так что
{\displaystyle x_{(1)}\leq x_{(2)}\leq \cdots \leq x_{(n-1)}\leq x_{(n)}}.
Эта последовательность называется вариационным рядом. Вариационный ряд и его члены являются порядковыми статистиками. Случайная величина {\displaystyle X_{(k)}(\omega )=x_{(k)}} называется {\displaystyle k}-ой порядковой статистикой исходной выборки. Порядковые статистики являются основой непараметрических методов.

## Замечания
Очевидно из определения:
- {\displaystyle X_{(1)}=\min(X_{1},\ldots ,X_{n})};
- {\displaystyle X_{(n)}=\max(X_{1},\ldots ,X_{n})}.

## Порядковые статистики абсолютно непрерывного распределения
- Пусть дана независимая выборка {\displaystyle X_{1},\ldots ,X_{n}} из абсолютно непрерывного распределения, задаваемого плотностью распределения {\displaystyle f_{X}} и функцией распределения {\displaystyle F_{X}}. Тогда порядковые статистики также имеют абсолютно непрерывные распределения, и их плотности распределения имеют вид[2]:

{\displaystyle f_{X_{(k)}}(x)={\frac {n!}{(n-k)!(k-1)!}}[F_{X}(x)]^{k-1}[1-F_{X}(x)]^{n-k}f_{X}(x)}.
- Случайный вектор {\displaystyle \left(X_{(j)},X_{(k)}\right)^{\top }}, где {\displaystyle 1\leq j<k\leq n} также имеет абсолютно непрерывное распределение, и совместная плотность распределения имеет вид:

{\displaystyle f_{X_{(j)},X_{(k)}}(x_{j},x_{k})=\left\{{\begin{matrix}{\frac {n!}{(j-1)!(k-j-1)!(n-k)!}}[F_{X}(x_{j})]^{j-1}[F_{X}(x_{k})-F_{X}(x_{j})]^{k-j-1}[1-F_{X}(x_{k})]^{n-k}f_{X}(x_{j})f_{X}(x_{k}),&x_{j}\leq x_{k}\\0,&x_{j}>x_{k}\end{matrix}}\right.}.

## Пример

Плотности стандартного непрерывного равномерного распределения и его порядковых статистик для случая n=5.

Пусть {\displaystyle U_{1},\ldots ,U_{n}\sim \mathrm {U} [0,1]} - выборка из стандартного непрерывного равномерного распределения. Тогда
- {\displaystyle f_{U_{(k)}}(u)={\frac {n!}{(n-k)!(k-1)!}}u^{k-1}[1-u]^{n-k},\quad u\in [0,1]},

то есть {\displaystyle U_{(k)}\sim \mathrm {B} (k,n-k+1)}, где {\displaystyle \mathrm {B} } - бета-распределение;
- {\displaystyle f_{U_{(j)},U_{(k)}}(u_{j},u_{k})={\frac {n!}{(j-1)!(k-j-1)!(n-k)!}}u_{j}^{j-1}[u_{k}-u_{j}]^{k-j-1}[1-u_{k}]^{n-k},\quad j<k,\quad 0\leq u_{j}\leq u_{k}\leq 1};
- {\displaystyle f_{U_{(1)},\ldots ,U_{(n)}}(u_{1},\ldots ,u_{n})=n!,\quad 0\leq u_{1}\leq \cdots \leq u_{n}\leq 1}.